# Gasherbrum – Der leuchtende Berg
Gasherbrum – Der leuchtende Berg ist ein 45-minütiger TV-Dokumentarfilm des deutschen Regisseurs Werner Herzog, der im Jahr 1985 erschienen ist. Produziert wurde der Film vom Süddeutschen Rundfunk (SDR) und Herzogs eigener Produktionsfirma Werner Herzog Filmproduktion.
Die Deutsche Film- und Medienbewertung FBW in Wiesbaden verlieh dem Film das Prädikat besonders wertvoll.

## Handlung
Der Film handelt von der Doppelüberschreitung der beiden Achttausender Gasherbrum I (Hidden Peak) und Gasherbrum II durch Reinhold Messner und Hans Kammerlander im Jahr 1984. Er beschränkt sich dabei auf die Darstellung der Wanderung zum Basislager, dessen Errichtung, die Vorbereitung auf die Doppelüberschreitung im Basislager sowie schließlich die Rückkehr der erschöpften Bergsteiger von der geglückten Doppelüberschreitung. Die Besteigungen der beiden Berge zeigt der Film nicht. Herzogs Interviews mit Reinhold Messner spielen in der Dokumentation eine besondere Rolle.